# Kammersölden
Kammersölden ist ein Ortsteil der Gemeinde Bernhardswald im Oberpfälzer Landkreis Regensburg, Bayern.

## Geografische Lage
Die Einöde Kammersölden liegt in der Region Regensburg etwa vier Kilometer südöstlich von Bernhardswald und ungefähr 500 Meter westlich der Staatsstraße 2145.

## Geschichte
1694 wurde die Sölde Kammersölden erstmals schriftlich erwähnt.
Zum Stichtag 23. März 1913 (Osterfest) gehörte Kammersölden zur Pfarrei Altenthann mit einem Haus und 12 Einwohnern.
Am 31. Dezember 1990 hatte Kammersölden drei katholische Einwohner und gehörte zur Pfarrei Altenthann.